# Microlynchia
Microlynchia är ett släkte av tvåvingar. Microlynchia ingår i familjen lusflugor.
Kladogram enligt Catalogue of Life:
| Microlynchia | \| \| Microlynchia crypturelli \| \| \| \| \| \| Microlynchia furtiva \| \| \| \| \| \| Microlynchia galapagoensis \| \| \| \| \| \| Microlynchia pusilla \| \| \| \| |
|              | \| \| Microlynchia crypturelli \| \| \| \| \| \| Microlynchia furtiva \| \| \| \| \| \| Microlynchia galapagoensis \| \| \| \| \| \| Microlynchia pusilla \| \| \| \| |
|              | Microlynchia crypturelli |
|              | |
|              | Microlynchia furtiva |
|              | |
|              | Microlynchia galapagoensis |
|              | |
|              | Microlynchia pusilla |
|              | |